# Sidi Ali Mellal
Sidi Ali Mellal es un municipio (baladiyah) de la provincia o valiato de Tiaret en Argelia. En abril de 2008 tenía una población censada de 7193 habitantes.
Se encuentra ubicado al norte del país, sobre la cordillera del Atlas y a aproximadamente 150 km de la costa del mar Mediterráneo.